# Бейзым, Иоанн
 Иоанн Бе́йзым  (пол. Jan Beyzym SJ  , 15 мая 1850 г., Бейзимы, Изяславский район, Хмельницкая область, Украина — 2 октября 1912 г., Мадагаскар) — блаженный Римско-Католической Церкви, священник из монашеского ордена иезуитов, миссионер.

## Биография
Иоанн Бейзым родился 15 мая 1850 года в селе Бейзымы, Волынь. В 1864—1871 гг. обучался в киевской гимназии. После окончания гимназии переехал в Бжозув, где 10 декабря 1872 года поступил в монашеский орден иезуитов. С 1874 по 1882 гг. обучался философии и теологии в Кракове. 26 июля 1881 года Иоанн Бейзым был рукоположен в священника краковским епископом Альбином Дунаевским, после чего до 1887 года жил в монашеской иезуитской общине в Тернополе. 2 февраля 1886 года Иоанн Бейзым принёс вечные монашеские обеты. Осенью 1886 года прибыл в Хыров, возле Львова, где в течение следующих десяти лет занимался воспитанием местной молодёжи.
В 1896 году монашеское начальство послало его на миссию на Мадагаскар, где он занимался пастырской деятельностью среди местных бедных и нуждающихся. 2 октября 1912 года Иоанн Бейзым умер на Мадагаскаре.

## Прославление
Иоанн Бейзым был беатифицирован 18 августа 2002 года Римским папой Иоанном Павлом II во время его посещения Кракова.
День памяти в Католической Церкви — 12 октября.

## Источник
- DRĄŻEK, APOSTOŁ MADAGASKARU. Wybór listów ojca Jana Beyzyma, Wydawnictwo WAM , Księża Jezuici, Kraków 1995, 2002  (пол.)
- Проповедь Иоанна Павла II во время беатификации Иоанна Бейзыма, 18.08.2002 Архивная копия от 29 октября 2009 на Wayback Machine  (пол.)
- Drazek, C. , Vie, activité et sainteté du Serviteur de Dieu, J. Beyzym (2 vol.), Rome, 1989.